# 3.ª Brigada Mista
A 3ª Brigada Mista foi uma unidade do Exército Popular da República criada durante a Guerra Civil Espanhola. Foi uma das unidades criadas segundo o sistema de Brigadas Mistas e participou de quase todas as principais baralhas que tiveram lugar na guerra. Esta unidade era composta por Carabineiros.
Tal Brigada é mencionada na letra da música Si me quieres escribir,, uma das canções mais famosas do Exército Republicano durante a Guerra Civil.